# Río Saint Joseph
El río Saint Joseph es un curso de agua del medio oeste de los Estados Unidos, afluente del Maumee.

## Descripción
El río, que discurre por los estados estadounidenses de Ohio, Indiana y Míchigan, acaba desaguando en el Maumee. Aparece descrito en el tercer tomo del Novísimo diccionario geográfico, histórico, pintoresco universal con las siguientes palabras:

JOSEPH (san), rio de los Estados Unidos de América; nace en el N. E. del Estado de Indiana, recorre el N. O. y se junta con el lago Michigan, á unos 22 mir. de su curso. Es navegable en su mayor parte.